# Британская пропаганда в Первой мировой войне

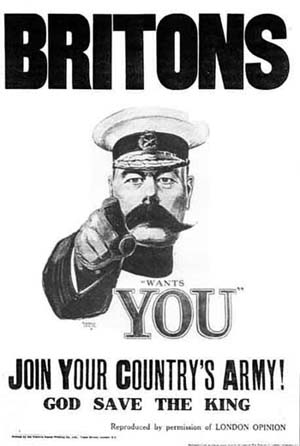
Британский агитационный плакат эпохи Первой мировой войны, призывающий вступать в королевскую армию

Британская пропаганда в Первой мировой войне носила преимущественно антигерманский характер. Р. Зульцман отмечает, что именно в годы Первой мировой войны имело место первое систематическое применение пропаганды, причем Германия была ошеломлена этим фактом.
Самым ярким примером этой пропаганды стал образ распятого канадского солдата, сообщение о котором появилось в Times 10 мая 1915 года. Не менее громкими были сфабрикованные сюжеты о жестокостях и зверствах немецких солдат (стрельба по медсестрам, насилие над монашками, убийство детей, выстрелы в спину и пр.). Также известен был репортаж издаваемой в Лондоне бельгийской газеты L`Independance belge (от 17 апреля 1917) о том, что немцы перерабатывают трупы своих солдат в корм для свиней на фабрике (нем. Kadaververwertungsanstalt) в Кобленце. В тот же день английские Times и Daily Mirror перепечатали эту заметку. Другой известной фальшивкой стал сюжет о католических священниках, повешенных на колокольных языках в Антверпене.
Наряду с вымышленными фактами, британская пропаганда активно использовала и реальные трагедии для формирования негативного образа Германии (например, гибель «Лузитании» или казнь медсестры Эдит Кейвелл). Для закрепления варварского образа немцев в британских СМИ называли гуннами (англ. Huns). Помимо «пропаганды ужасов» (демонизации врага) использовалась и «пропаганда успехов», которая приуменьшала потери и раздувала успехи собственных войск.
Первоначально пропаганда воздействовала на общественное мнение через прессу и на солдат противника через сбрасываемые с самолета листовки. Главой британских пропагандистов был Лорд Нортклифф. Впоследствии британское правительство высоко оценило вклад британских пропагандистов в победу над Германией. Успех пропаганды заключался не столько в деморализации противника, сколько в изоляции Германии и мобилизации своих подданных на борьбу с врагом. Р. Зульцман заметил, что немецкая пропаганда Геббельса учла британскую пропаганду и использовала её приемы.